# Muslim ibne Uqueba
Muslim ibne Uqueba Almurri (em árabe: مسلم بن عقبة المري; romaniz.: Muslim ibn ʿUqba al-Murrī; antes de 622 - 683) foi um general do Califado Omíada durante os reinados dos califas Moáuia I (r. 661–680) e seu filho e sucessor Iázide I (r. 680–683). Este último designou Muslim, um fiel leal que se destacou na Batalha de Sifim, para ser o comandante de uma expedição contra o povo de Medina por se recusar a fazer o juramento de lealdade a Iázide. A vitória de Muslim na Batalha de Harrá em 683 e a subsequente pilhagem de Medina por seu exército foram consideradas entre as principais injustiças perpetradas pelos omíadas. Muslim morreu pouco depois.

## Vida
Os detalhes sobre o início da vida e carreira de Muslim são escassos. Provavelmente nasceu antes da Hégira em 622, o início do calendário islâmico. Era filho de um certo Uqueba dos Banu Murra, um ramo da tribo árabe dos gatafanitas. Os muçulmanos provavelmente se mudaram da Arábia à Síria durante a conquista muçulmana da região na década de 630. Se tornou um partidário comprometido do clã omíada do governador da província, Moáuia ibne Abu Sufiane. Durante a Primeira Guerra Civil Muçulmana, se destacou à frente de um contingente de infantaria síria no exército de Moáuia na Batalha de Sifim na Alta Mesopotâmia contra o califa Ali (r. 656–661) e seus apoiadores. No entanto, foi incapaz de retirar do último o controle do oásis de Dumate Aljandal no norte da Arábia durante uma batalha posterior. Quando Moáuia se tornou califa em 661, deu a Muslim o lucrativo posto de coletor de impostos sobre a terra na Palestina, embora soubesse que não se aproveitou desse posto para enriquecimento pessoal. Mais tarde, quando Moáuia estava em seu leito de morte, nomeou Muslim e o governador de Damasco, Daaque ibne Cais Alfiri, regentes até seu filho e sucessor escolhido, Iázide I (r. 680–683), retornar à Síria do campo de batalha com os bizantinos na Anatólia.
Moáuia morreu em 680 e Iázide se tornou califa, embora essa sucessão dinástica, até então sem precedentes no califado, não fosse reconhecida pelos ansares (os primeiros apoiadores do profeta islâmico Maomé em Medina). Muslim foi enviado como chefe duma embaixada por Iázide para colocar o povo de Medina em linha com seu governo, mas esta tentativa foi rejeitada. Em resposta, Iázide novamente despachou Muslim, desta vez como comandante de um exército expedicionário, para subjugar Medina e Meca. Na época, Muslim era idoso e doente e teve que ser transportado em uma maca. No caminho, Muslim encontrou um grupo de omíadas em Uádi Alcurra que havia sido expulso da cidade. Eles o ajudaram com informações sobre as defesas de Medina. Quando chegou à periferia da cidade, acampou seu exército em Harrate Uaquim, onde iniciou três dias de negociações com os oponentes ansares e coraixitas de Iázide. Quando as negociações fracassaram, Muslim traçou planos para a batalha, que ocorreu em 26 de agosto de 683 e ficou conhecida como Batalha de Alharrá. Os ansares aproveitaram a vantagem no início da batalha, mas foram derrotados pelas forças sírias muçulmanas, que perseguiram os sobreviventes até Medina. As tropas de Muslim subsequentemente saquearam a cidade antes que ele as controlasse no dia seguinte. Depois disso, executou os líderes cativos da revolta. Após sua vitória, colocou um de seus representantes, Rau ibne Zimba Aljudami, no comando de Medina, enquanto partiu para Meca para subjugar o líder rebelde Abedalá ibne Zobair. No caminho, adoeceu em Almoxalal e transferiu o comando do exército para seu vice, Huceine ibne Numair Alçacuni. Morreu logo depois e foi enterrado em Almoxalal, onde seu túmulo por muito tempo se tornou alvo de pedras atiradas pelos transeuntes.

## Avaliação
Na tradição islâmica, a pilhagem de Medina, uma das cidades mais sagradas do Islã, pelo exército muçulmano foi um dos maiores crimes cometidos pelos omíadas. Muslim é a única pessoa a ser explicitamente amaldiçoada no trabalho do historiador muçulmano sunita Califa ibne Caiate, que acusou o general de cometer um massacre e outras grandes injustiças em Medina. Historiadores islâmicos que simpatizavam com o islamismo xiita frequentemente se referiam a ele de forma depreciativa como "Mucerife" (perdulário ou ator irresponsável), uma brincadeira com seu nome de batismo. No entanto, o historiador orientalista do século XX Henri Lammens rejeitou as descrições de Muslim e suas ações em Medina por fontes muçulmanas medievais como "exageros". Considerou-o como sendo amplamente incorruptível e um dos generais árabes "cujos talentos muito contribuíram para estabelecer o poder dos omíadas". Afirmou ainda que a carreira de Muslim mostra que é "um muçulmano convicto de uma retidão rara neste período de instabilidade, que viu tantas vicissitudes extraordinárias de fortuna e lealdades vacilantes".